# Uroecobius
Uroecobius là một chi nhện trong họ Oecobiidae.